# Nos vies formidables
Pour plus de détails, voir Fiche technique et Distribution.
Nos vies formidables est un film dramatique français réalisé par Fabienne Godet, sorti en 2018.

## Synopsis
Margot, Jérémy, Salomé, César, Sonia…Ils ont entre 18 et 50 ans. Tout les sépare, sauf l’urgence de se reconstruire et de restaurer la relation à l’autre que l’addiction a détruite. Solidaires, ils ont comme seules règles le partage, l’honnêteté, l’authenticité, la sincérité, l’humanité. Une bande incroyable de vivants qui crient haut et fort qu’on s’en sort mieux à plusieurs que seul.

## Fiche technique
- Titre original : Nos vies formidables
- Réalisation : Fabienne Godet
- Scénario : Fabienne Godet et Julie Moulier
- Décors :
- Costumes :
- Photographie : Marie Celette
- Montage : Florent Mangeot
- Musique : Fabien Bourdier
- Production : Bertrand Faivre
- Société de production : Le Bureau
- Société de distribution : Memento Films Distribution
- Pays de production :  France
- Langue originale : français
- Format : couleur
- Genre : drame
- Durée : 117 minutes
- Lieu de tournage :Commanderie de Ruetz ( Bayard-sur-Marne - Haute-Marne )
- Dates de sortie :
  - France : 18 novembre 2018 (Rencontres Cinessonne) ; 6 mars 2019 (en salles)
  - Belgique : 6 mars 2019

## Distribution
- Julie Moulier : Margot
- Johan Libéreau : Léo
- Zoé Héran : Salomé
- Françoise Cadol : la mère de Margot
- Jacques de Candé : Jérémy
- Bruno Lochet : Pierre
- Olivier Pajot : le père de Margot
- Françoise Pinkwasser : Annette
- Abbes Zahmani : César
- Cédric Maruani : Jalil
- Jade Labeste : Marion
- Sandor Funtek : Dylan
- Cyrielle Martinez : Zakaria
- Mourad Musset : Raha
- Émilie Marsh : Alex
- François-Michel Van der Rest : Daniel
- Camille Rutherford : Lisa
- Estelle Meyer : Leila, la prof de théâtre

## Accueil

### Critiques
Télérama observe « La cinéaste filme la détresse, la honte et la résilience avec une sensibilité remarquable ».
Première dénote un défaut  « il manque juste la part de romanesque ».